# Salvador Planas i Virella
Salvador Planas i Virella (Sitges, 4 de febrer del 1882 – ?) va ser un anarquista català que el 1905 va atemptar contra Manuel Quintana, president de la República Argentina.
De família humil, Planas va emigrar a l'Argentina l'any 1901 i va treballar com a litògraf i tipògraf a diversos tallers, així com al periòdic anarquista La Protesta Humana, fins que fou acomiadat el desembre del 1904 per un desacord amb la patronal; després del seu acomiadament, va ser detingut i interrogat per la policia.
En el bienni 1904-1905, la inquietud social a l'Argentina era arreu, i l'exèrcit i la policia practicaven una repressió antiobrera que encara augmentava més la crispació. En aquest marc, la premsa anarquista feia una crida als actes de violència individual per lluitar contra el poder establert. L'11 d'agost del 1905, i a manera de represàlia pels obrers morts en la manifestació del 21 de maig anterior, Salvador Planas apuntà i diverses vegades premé el gallet d'una pistola contra el president de la República, Manuel Quintana. L'arma era defectuosa, els trets no eixiren i l'agressor fou detingut. Planas fou processat el 10 de setembre i, malgrat les al·legacions d'inestabilitat mental, fou condemnat a deu anys de presó per intent d'homicidi. Sis anys més tard, el 6 de gener del 1911, Planas i Francisco Solano van fugar-se de la Penitenciaría Nacional de Buenos Aires a través d'un túnel, i la seva pista es perdé definitivament